# Juli Ausoni
Juli Ausoni (en llatí Julius Ausonius) va ser un metge romà molt eminent, però és més conegut per ser el pare del poeta Dècim Magne Ausoni. Va viure entre els segles II i III.
Va néixer a Cossio Vasatum (moderna Vasats, però es va traslladar a Burdígala, avui Bordeus. Es va casar amb Emília Eònia (Aemilia Aeonia), amb qui va viure 36 anys i amb la que va tenir 4 fills: els dos mascles Dècim Magne Ausoni (Decius Magnus Ausonius) i Avitià (Avitianus); i dues femelles Emília Melània (Aemilia Melania) i Júlia Driàdia (Julia Dryadia).
Va ser nomenat prefecte d'Il·líria per Valentinià I probablement l'any 365. Va morir amb 88 anys segons uns autors, o amb 90, després d'haver tingut una salut perfecta tant en el cos com en la ment. Si s'assemblava a la descripció que en va fer el seu fill, hauria d'haver estat un home remarcable, ja que li atribuïa totes les excel·lències intel·lectuals i morals.
Va escriure alguns llibres de medicina que no s'han conservat.